# International SeaKeepers Society
A International SeaKeepers Society (ISKS, Sociedade Internacional dos Conservadores do Mar em português) foi fundada em 1998 por um pequeno grupo de proprietários de iates que ficaram alarmados com a deterioração do nosso ambiente natural. O foco inicial da organização era no desenvolvimento e uso de instrumentação em iates para monitorar as condições marinhas em todos os oceanos do mundo. Hoje, a Sociedade Internacional SeaKeepers continua a trabalhar com iates como parte vital de sua programação. A International SeaKeepers Society é uma organização de líderes de opinião, cientistas, empresários e defensores do meio ambiente que têm a paixão e as capacidades para impactar a pesquisa, a conservação e as decisões políticas sobre o oceano. Trabalham com governos, instituições educacionais, fundações privadas e organizações sem fins lucrativos e fornecem aos SeaKeepers e seus membros a oportunidade de cumprir sua missão. O SeaKeepers, um relacionamento estabelecido há muito tempo com a comunidade de iates, cria uma plataforma ideal para apoiar a pesquisa oceanográfica, ao mesmo tempo em que envolve e educa proprietários de iates, profissionais e o público em geral.
Em 2014, a ISKS recebeu o Prêmio Fabien Cousteau Blue, um prêmio concedido pela Sociedade Internacional de Superácios para homenagear o meio ambiente marinho.
Em 2011, a Sociedade Internacional SeaKeepers foi destaque pela Mega Yacht News como uma das seis instituições de caridade orientadas para o oceano a apoiar dentro da comunidade de iates

## Missão
A International SeaKeepers Society promove a pesquisa oceanográfica, conservação e educação através do envolvimento direto com a comunidade de iates. O SeaKeepers permite que a comunidade de iates aproveite ao máximo seu potencial único para promover as ciências marinhas e aumentar a conscientização sobre as questões globais dos oceanos.

## História
Os membros fundadores da International SeaKeepers Society incluem Alexander Dreyfoos, Alfred H. Balm, Richard DeVos, Jan Moran e Bruce McCaw. Esses membros fundadores queriam aumentar a conscientização sobre questões críticas do oceano e incentivar a preservação do oceano. Sua missão era construir uma unidade de monitoramento que fornecesse dados aos cientistas sobre as condições dos mares. A unidade resultante foi chamada de SeaKeeper 1000. O SeaKeeper 1000 foi implantado em mais de 90 plataformas em todo o mundo, incluindo iates, navios de cruzeiro, boias e píeres. Enquanto o SeaKeeper 1000 estava ativo, a Administração Nacional Oceânica e Atmosférica e o Serviço Nacional de Meteorologia dos EUA utilizaram o SeaKeeper 1000 em muitas embarcações da NOAA para monitorar melhor as mudanças oceanográficas. A International SeaKeepers Society interrompeu o SeaKeeper 1000 em outubro de 2013.

### SeaKeeper 1000
A unidade SeaKeeper 1000 foi projetada para registrar automaticamente dados oceanográficos do tempo e da superfície. Em seguida, transmitiu os dados via satélites NOAA e através do Global Telecommunication System (GTS). A unidade SeaKeeper 1000 ganhou o Prêmio Ambiental de 2002 do Tech Museum of Innovation.
 Em 2002, 61 membros da sociedade e 4 linhas de cruzeiro haviam instalado o SeaKeeper 1000, e 14 fabricantes de iates haviam concordado em incluir a tecnologia em seus barcos / navios.

### Derramamento de óleo da BP
Em resposta ao vazamento de petróleo da Deepwater Horizon, a Sociedade, com a assistência de pesquisadores da Universidade do Sul da Flórida e da empresa de sensor ambiental YSI, conseguiu conectar e conectar um sensor de hidrocarbonetos ao monitor ambiental SeaKeeper 1000 em junho de 2010. SeaKeepers continua a focar na prevenção de derramamento de óleo e trabalha com organizações como o CARTHE, Consórcio para Pesquisa Avançada sobre o Transporte de Hidrocarbonetos no Meio Ambiente, é uma equipe de pesquisa dedicada a prever o destino do petróleo lançado em nosso ambiente para ajudar a informar e orientar equipes de resposta protegendo e minimizando os danos à saúde humana, à economia e ao meio ambiente com essa equipe de pesquisa dedicada a prever o destino do petróleo liberado no meio ambiente.

## Programas

### Programa Iates DISCOVERY
O Programa Iates DISCOVERY (DISCOVERY Yachts Program) é a principal iniciativa do SeaKeepers no cumprimento de sua missão e objetivos. O programa é composto por expedições científicas, implantações de instrumentos e eventos educacionais. O SeaKeepers colabora com inúmeras organizações, instituições acadêmicas e agências governamentais para realizar suas missões Iates DISCOVERY. A equipe do SeaKeepers trabalha em estreita colaboração com os proprietários de iates e a equipe para coordenar as atividades de pesquisa e divulgação que refletem os interesses relacionados ao oceano do proprietário do iate. Os proprietários de embarcações que generosamente doam tempo em seus iates para o programa SeaKeepers DISCOVERY Yachts podem se qualificar para benefícios fiscais na medida da lei.
dois genomas por dia, provando que a tecnologia moderna e a instrumentação tradicionalmente encontradas nos principais centros biomédicos podem funcionar com precisão no campo.

### Implantações de instrumentos
O SeaKeepers trabalha com várias instituições, incluindo a Administração Nacional Oceânica e Atmosférica (NOAA), a Organização Meteorológica Mundial (WMO) e Argo, para fazer medições oceanográficas contínuas. A coleta de dados consistentes e precisos é extremamente importante para análises de derramamento de óleo e acumulação de detritos marinhos; modelos de previsão meteorológica e de furacões; testes de controle de qualidade em satélites; e uma melhor compreensão geral do ambiente marinho. É vital que as matrizes de instrumentos globais sejam bem distribuídas; embarcações particulares conseguem isso ao longo de rotas que não são tipicamente percorridas. Atualmente, os SeaKeepers empregam o uso de dois tipos de dispositivos: SeaKeepers Drifters e Argo Floats
O SeaKeepers Drifter é um dispositivo de monitoramento ambiental que fica na superfície do oceano e se estende por 15 metros de profundidade na coluna de água. Como o andarilho flutua ao longo das correntes local e global, o instrumento mede a temperatura da superfície do mar, a velocidade da corrente, a latitude e a longitude e o tempo. Esses dados são transmitidos diretamente aos bancos de dados da NOAA e da OMM e disponibilizados publicamente.
Os Argo Floats são dispositivos de monitoramento de água tecnologicamente avançados que são programados para mover-se para cima e para baixo através da coluna de água enquanto viajam com as correntes oceânicas. Esses flutuadores afundam até 2000 metros e depois sobem à superfície, registrando perfis de salinidade, temperatura, velocidade de corrente e pressão / profundidade. Os dados são enviados diretamente para o banco de dados da Argo e são disponibilizados publicamente em www.argo.ucsd.edu. Ter este tipo de dados é vital para estudar o transporte de calor, as relações oceano-atmosfera e a variabilidade climática. A vida útil destes carros alegóricos é de 5 anos ou mais.

### Programas de extensão
Os eventos de apoio do SeaKeepers se concentraram em torno da vida selvagem marinha, desdobramentos, poluição plástica, práticas de sustentabilidade e muito mais. A equipe do SeaKeepers trabalha em estreita colaboração com o proprietário do iate para determinar que tipo de divulgação e com qual grupo será mais apropriado.
- Youth Making Eco Outreach Program: Em abril de 2015, a Sociedade Internacional SeaKeepers promoveu um programa de educação com os ganhadores do prêmio Youth Making Ripples Film Festival, pesquisadores e cineastas a bordo do DISCOVERY Yacht Defiance.

- Programa Boys & Girls of Newport Outreach: Em 12 de agosto de 2014, a International SeaKeepers Society viajou para Newport, Rhode Island, para realizar um programa de educação com um grupo de crianças do Boys & Girls Clubs de Newport County a bordo do DISCOVERY Yacht Defiance.

- Programa Louise McDonald High School Outreach: Em janeiro de 2014, a DISCOVERY Yacht M / Y Defiance convidou mais de 20 crianças das escolas das Bahamas para participar de um empolgante e agitado dia de exploração oceânica e educação em ciências marinhas. O dia foi completado com o lançamento bem-sucedido de um SeaKeepers Drifter na costa das Bahamas. Vários estudantes ajudaram na implantação real do andarilho na água, juntamente com Claudia Potamkin, o Presidente e CEO do SeaKeeper, Richard Snow, e a Diretora de Programas e Políticas Brittany Stockman.

## Parcerias
Em 26 de março de 2010, os SeaKeepers formaram uma aliança com a Yachts International Magazine para expandir a missão da Sociedade e expandir o entendimento e a análise da mudança climática global baseada na ciência.
- O SeaKeepers trabalha com grupos de iates, incluindo a Fleet Miami, a Global Oceans e a EYOS Expeditions, além de organizações de pesquisa, incluindo NOAA, Argo, CARTHE, Universidade de Miami, Universidade da Flórida e Florida Biodiversity Institute.

- O SeaKeepers também trabalha com revistas locais, nacionais e internacionais e agências de notícias, incluindo a South Florida Luxury Guide Magazine, a Venü Magazine, The Triton Newspaper e MegaYachtNews.com.

- Em 2012, os SeaKeepers fizeram uma parceria com a Volvo Ocean Race.[7]